# Rutênia Negra

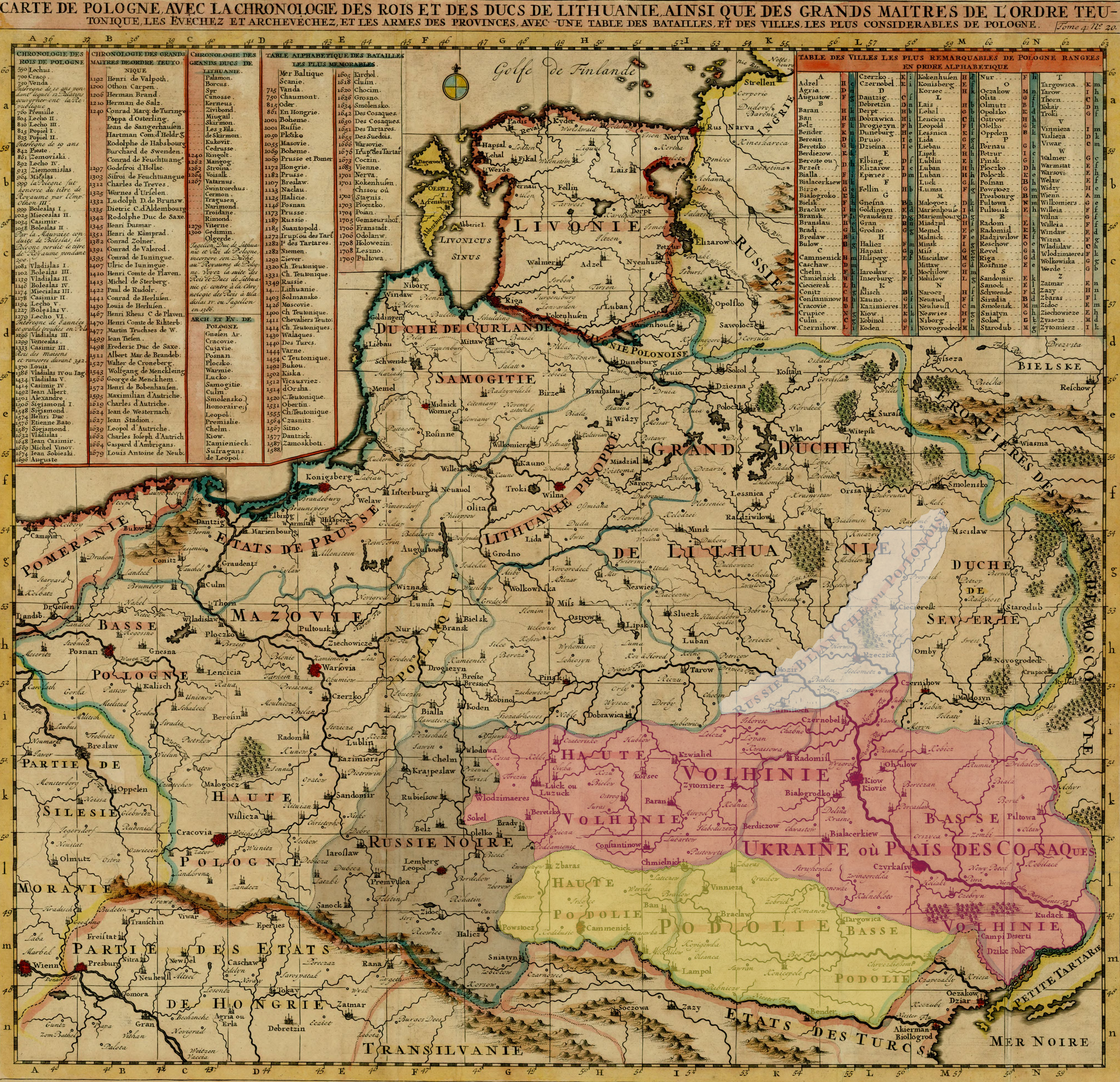
Rússia Negra (francês: Russie noire) em preto em um mapa pelo cartógrafo francês Henri Chatelain em 1712. Rússia Branca (francês: Russie blanche) em branco, Volínia em vermelho e Podólia em amarelo.

Rutênia Negra (latim: Ruthenia Nigra), Rus Negra (belarrusso: Чорная Русь, romanizado: Čornaja Ruś; lituano: Juodoji Rusia; polaco: Ruś Czarna) ou Rússia Negra são termos convencionalmente usados para se referir às terras em torno de Navahrudak (Novgorodok), na região oeste da atual Bielorrússia, às margens do rio Neman, durante os séculos XIII e XIV. 
A convenção de distinguir diferentes regiões da Rus' por cores surgiu pela primeira vez nas fontes europeias ocidentais por volta de 1360, porém com uma referência à Rutênia Vermelha (na atual Ucrânia). As fontes russas mais antigas não utilizavam o termo "Rus Negra". O nome "Rutênia Negra" costuma ser encontrado com maior frequência em obras históricas do século XVIII. 
Além de Navahrudak, outras cidades importantes eram Hrodna (Grodno), Slonim, Volkovysk (Vaŭkavysk), Lida e Niasvizh. 